# Aleksandr Sołdatow
Aleksandr Aleksiejewicz Sołdatow (ros. Алекса́ндр Алексе́евич Солда́тов, ur. 27 sierpnia 1915 we wsi Prigoroda w guberni wołogodzkiej, zm. 22 stycznia 1999 w Moskwie) – radziecki polityk i dyplomata.

## Życiorys
Od 1932 kształcił się w moskiewskim technikum politechnicznym, 1939 ukończył Państwowy Instytut Pedagogiczny im. Karla Liebknechta, od 1939 członek WKP(b). W 1941 ukończył Wyższą Szkołę Dyplomatyczną Ludowego Komisariatu Spraw Zagranicznych ZSRR i został kandydatem nauk historycznych, 1941 pracował w sekretariacie zastępcy ludowego komisarza rolnictwa ZSRR, od 1941 pracownik Ludowego Komisariatu Spraw Zagranicznych ZSRR, 1941-1942 attaché Ambasady ZSRR w Iranie. W 1942 wicekonsul Konsulatu Generalnego ZSRR w Pretorii, 1942-1944 I sekretarz Misji ZSRR w Australii, 1944-1946 radca Misji ZSRR w Australii, 1948-1952 starszy doradca ds. zagadnień politycznych Ambasady ZSRR przy ONZ. 1948-1953 przedstawiciel ZSRR w Radzie Opieki ONZ, 1953-1954 kierownik Wydziału ONZ Ministerstwa Spraw Zagranicznych ZSRR, 1954-1960 kierownik Wydziału Państw Ameryki MSZ ZSRR, 1958-1960 członek Kolegium MSZ ZSRR. Od 14 stycznia 1960 do 27 stycznia 1966 ambasador nadzwyczajny i pełnomocny ZSRR w W. Brytanii, od 31 października 1961 do 30 marca 1971 członek Centralnej Komisji Rewizyjnej KPZR, od stycznia 1966 do stycznia 1968 zastępca ministra spraw zagranicznych ZSRR, od 15 stycznia 1968 do 4 grudnia 1970 ambasador nadzwyczajny i pełnomocny ZSRR na Kubie. Od maja 1971 do października 1974 rektor Moskiewskiego Państwowego Instytutu Stosunków Międzynarodowych, od 17 października 1974 do 22 kwietnia 1986 ambasador nadzwyczajny i pełnomocny ZSRR w Libanie. Pochowany na Cmentarzu Kuncewskim w Moskwie.